# Vilaverdense Futebol Clube (féminines)
Maillots
Actualités
Dernière mise à jour : 25 décembre 2024.
Le Länk Vilaverdense est un club portugais de football basé à Vila Verde. La section féminine joue actuellement en Liga BPI, le premier niveau du football féminin portugais. Les joueuses du club disputent leurs matchs au stade municipal pouvant recevoir 3 000 spectateurs.

## Histoire
Le club est créé en 1945 sous le nom de Vilaverdense Futebol Clube et joue ses matchs à domicile au Campo da Cruz do Reguengo à Vila Verde. La section féminine quant à elle est créée en 2008, et participe pour la première fois au Campeonato Nacional II Divisão Feminino lors de la saison 2008-2009. L’équipe se qualifie pour le Campeonato Nacional Feminino 2010-2011 après avoir terminé deuxième lors de la saison 2009-10. La saison 2018-2019, est difficile pour le Vilaverdense qui est relégué avec seulement 11 points en 22 matchs, terminant à la 11e place sur 12 équipes participant au championnat.
En 2020, un groupe canadien nommé Länk acquiert 90 % de la SAD de Vilaverdense. le nom du club devient Länk Futebol Clube Vilaverdense et son écusson en noir et blanc, supprimant le vert utilisé pour représenter Vila Verde (« Ville verte »). Les maillots des équipes, cependant, sont toujours verts. Bien que l’acquisition ait été approuvée par les associés du club, les changements apportés par Länk ont été fortement critiqués par les supporters du club et ont suscité la controverse.
Après deux saisons en deuxième division, le Vilaverdense fait son retour dans l’élite du football portugais pour la saison 2021-22. Lors de la saison 2023-2024, le Länk FC Vilaverdense, se sauve de la relégation grâce aux matches de barrage, face au Amora FC, pensionnaire de la II Divisão. Fin juillet 2024, le groupe Länk "abandonne" le projet Vilaverdense FC. En effet le Länk ne détient plus la SAD du club, qui est vendu à un investisseur 'brésilo-japonais'qui rachète les actions de Länk, qui abandonne le projet. Les nouveaux dirigeants assument également la dette d'environ 750 mille €uros, liées aux non règlements des salaires, primes, fournisseurs et de l'État.

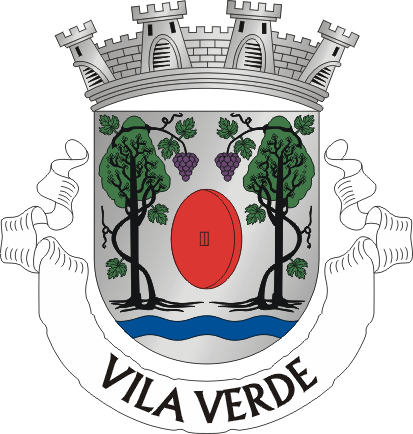
Blason de la ville de Vila Verde

### Dates clés
- 1945: Création du Vilaverdense Futebol Clube.
- 2008: Création de la section féminine de football.
- 2010: Première participation en Championnat du Portugal féminin de football.
- 2019: Relégation en II Divisão Nacional Feminino.
- 2020: Le groupe canadien nommé Länk acquiert 90 % de la SAD.
- 2021: Retour dans l'élite.
- 2024: Le groupe canadien Länk revend ses actions qu'il détient au sein de la SAD.

## Résultats sportifs

### Palmarès
Bien qu'ayant une section féminine évoluant depuis 2008 dans les championnats nationaux portugais (1re et 2e division), le club n'a jamais obtenu de titre. Au mieux celui-ci a été à deux reprises vice-champion de D.II, en 2010 derrière le Clube Futebol Benfica et en 2021, derrière le Sporting CP B. En Championnat du Portugal féminin de football, trois fois quatrième (2011-2012, 2012-2013, et 2017-2018). Il en est de même en Coupe du Portugal, où le meilleur résultat est 1/4 de finaliste à 5 reprises.

### Bilan saison par saison
Le tableau suivant retrace le parcours du club depuis 2008.
| Édition   | Division 1                    | Division 2                     | Divisions régionales | Coupe du Portugal   | Supercoupe du Portugal | Coupe de la Ligue             |
| 2008-2009 | -                             | -                              | -                    | -                   | Supercoupe inexistante | Coupe de la Ligue inexistante |
| 2009-2010 | -                             | 1er Zone A 2e Phase finale     | -                    | 1/16e de finale     | Supercoupe inexistante | Coupe de la Ligue inexistante |
| 2010-2011 | 2e Phase de relégation        | -                              | -                    | 1/8e de finale      | Supercoupe inexistante | Coupe de la Ligue inexistante |
| 2011-2012 | 4e Phase finale               | -                              | -                    | 1/4 de finale       | Supercoupe inexistante | Coupe de la Ligue inexistante |
| 2012-2013 | 4e Phase finale               | -                              | -                    | 1/4 de finale       | Supercoupe inexistante | Coupe de la Ligue inexistante |
| 2013-2014 | 2e Phase de relégation        | -                              | -                    | 1/4 de finale       | Supercoupe inexistante | Coupe de la Ligue inexistante |
| 2014-2015 | 3e Championnat de relégation  | -                              | -                    | 1/4 de finale       | -                      | Coupe de la Ligue inexistante |
| 2015-2016 | 3e Championnat de relégation  | -                              | -                    | 1/8e de finale      | -                      | Coupe de la Ligue inexistante |
| 2016-2017 | 8e                            | -                              | -                    | 1/16e de finale     | -                      | Coupe de la Ligue inexistante |
| 2017-2018 | 4e                            | -                              | -                    | 1/4 de finale       | -                      | Coupe de la Ligue inexistante |
| 2018-2019 | 11e                           | -                              | -                    | 1/16e de finale     | -                      | Coupe de la Ligue inexistante |
| 2019-2020 | -                             | 2e Série A Compétition annulée | -                    | 1/8e de finale      | -                      | -                             |
| 2020-2021 | -                             | 2e Série Nord 2e Phase finale  | -                    | Compétition annulée | -                      | -                             |
| 2021-2022 | 3e Série Nord 8e Phase finale | -                              | -                    | 1/8e de finale      | -                      | 1/4 de finale                 |
| 2022-2023 | 6e                            | -                              | -                    | 1/8e de finale      | -                      | 1/4 de finale                 |
| 2023-2024 | 11e                           | -                              | -                    | 1/8e de finale      | -                      | 1re Phase                     |
| 2024-2025 | -                             | -                              | -                    | 1/16e de finale     | -                      | -                             |

## Statistiques

### Bilan général
Depuis la saison 2008-2009 et à l'issue de la saison 2023-2024
| Competition                            | T | S  | Pld | G   | N  | P   | Vict. % | BP  | BC  | DB   |
| -------------------------------------- | - | -- | --- | --- | -- | --- | ------- | --- | --- | ---- |
| National                               |   |    |     |     |    |     |         |     |     |      |
| Liga 1                                 | 0 | 12 | 291 | 111 | 40 | 140 | 38,14   | 491 | 605 | -114 |
| Barrage de relégaton de la Liga BPI    | 0 | 1  | 2   | 1   | 1  | 0   | 50,00   | 2   | 1   | +1   |
| Segunda divisão                        | 0 | 4  | 42  | 29  | 4  | 9   | 69,05   | 152 | 36  | +116 |
| Taça de Portugal                       | 0 | 16 | 30  | 15  | 1  | 14  | 50,00   | 90  | 53  | +37  |
| Supertaça de Portugal                  | 0 | 0  | 0   | 0   | 0  | 0   | 00,00   | 0   | 0   | 0    |
| Taça da Liga                           | 0 | 3  | 8   | 2   | 0  | 6   | 25,00   | 13  | 30  | -17  |
| Total national                         | 0 | 16 | 373 | 158 | 46 | 169 | 42,36   | 748 | 725 | +23  |
| International                          |   |    |     |     |    |     |         |     |     |      |
| Ligue des champions féminine de l'UEFA | 0 | 0  | 0   | 0   | 0  | 0   | 00,00   | 0   | 0   | 0    |
| Total international                    | 0 | 0  | 0   | 0   | 0  | 0   | 00,00   | 0   | 0   | 0    |
| TOTAL                                  |   |    |     |     |    |     |         |     |     |      |
| Total                                  | 0 | 16 | 373 | 158 | 46 | 169 | 42,36   | 748 | 725 | +23  |

## Personnalités du club

### Présidents
- Nené Miranda (2023 - )
- Hugo Santos (2019 à 2023)
- Manuel Agostinho "Monarca" (2018 à 2019)
- Eduardo Milhão (2016 à 2018)
- Isidro Fernandes (2014 à 2016)
- Manuel Leão (2013 à 2014)
- António Mota (2006 à 2013)

### Entraîneurs
| Entraîneur            | Période                     | Titres | Matchs dirigés | Victoires | Nuls | Défaites | % victoires |
| --------------------- | --------------------------- | ------ | -------------- | --------- | ---- | -------- | ----------- |
| Xana Coutada          | 2009-janvier 2015           | 0      | 137            | 59        | 24   | 54       | 43,07 %     |
| Miguel Santos         | janvier-juillet 2015        | 0      | 16             | 9         | 2    | 5        | 56,25 %     |
| Carlos Valadar        | juillet 2015-2016           | 0      | 29             | 14        | 4    | 11       | 48,28 %     |
| José Rui              | 2016-2018                   | 0      | 52             | 25        | 4    | 23       | 48,07 %     |
| Manuel Fernandes      | 2018-2019                   | 0      | 21             | 3         | 2    | 16       | 14,29 %     |
| Pedro Gomes           | mai 2019                    | 0      | 1              | 0         | 0    | 1        | 00,00 %     |
| Carlos Machado        | 2019-2020                   | 0      | 20             | 13        | 2    | 5        | 65,00 %     |
| António Martins Silva | novembre 2020-décembre 2021 | 0      | 25             | 15        | 3    | 7        | 60,00 %     |
| Armando Costa         | janvier 2022                | 0      | 1              | 1         | 0    | 0        | 100,00 %    |
| Mara Vieira           | janvier-mai 2022            | 0      | 14             | 2         | 0    | 12       | 14,29 %     |
| Daniel Pacheco        | 2022-2023                   | 0      | 28             | 12        | 3    | 13       | 42,86 %     |
| Adelino Esteves       | 2023-2024                   | 0      | 26             | 5         | 4    | 17       | 19,23 %     |
| Carlos Roger Pinheiro | juil-nov 2024               | 0      | 7              | 0         | 0    | 7        | 00,00 %     |
| Jorge Martins         | nov-déc 2024                | 0      | 1              | 0         | 0    | 1        | 00,00 %     |
| Rogério Brito         | déc 2024-                   | 0      | 0              | 0         | 0    | 0        | 00,00 %     |

### Meilleures buteuses par saison
Ce tableau présente les meilleures buteuses du Vilaverdense Futebol Clube à l'issue de chaque saison (toutes compétitions confondues).
| Saison    | Joueuse            | Buts |
| --------- | ------------------ | ---- |
| 2008-2009 |                    |      |
| 2009-2010 |                    |      |
| 2010-2011 |                    |      |
| 2011-2012 |                    |      |
| 2012-2013 | Xaninha            | 17   |
| 2013-2014 |                    |      |
| 2014-2015 |                    |      |
| 2015-2016 |                    |      |
| 2016-2017 | Catarina Machado   | 23   |
| 2017-2018 | Sara Brasil        | 18   |
| 2018-2019 | Landinha           | 3    |
| 2019-2020 | Salomé Mota        | 11   |
| 2020-2021 | Israela Groves     | 6    |
| 2021-2022 | Jassie Vasconcelos | 11   |
| 2022-2023 | Malu Schmidt       | 12   |
| 2023-2024 | Gabi Gonçalves     | 4    |
| 2024-2025 |                    |      |